# Miraí (kommun)
Miraí är en kommun i Brasilien.   Den ligger i delstaten Minas Gerais, i den sydöstra delen av landet, 800 km sydost om huvudstaden Brasília. Antalet invånare är 13 800.
Följande samhällen finns i Miraí:
- Miraí

Omgivningarna runt Miraí är huvudsakligen savann. Runt Miraí är det ganska glesbefolkat, med 32 invånare per kvadratkilometer.